# 和志山古墳
和志山古墳（わしやまこふん）は、愛知県岡崎市西本郷町にある古墳。形状は前方後円墳。
実際の被葬者は明らかでないが、宮内庁により「五十狭城入彦皇子墓（いさきいりひこのみこのはか）」として第12代景行天皇皇子の五十狭城入彦皇子の墓に治定されている。

## 概要
岡崎市街地から西方、矢作川右岸の段丘南端部に築造された古墳である。一帯には古墳数基からなる和志山古墳群が分布して本古墳はその主墳になるほか、北には宇頭大塚古墳がある。現在は曹洞宗蓮華寺が隣接し、その建立の際に墳丘に改変が加えられている。現在は宮内庁の治定墓として同庁の管理下にあるが、これまでに2010年度（平成22年度）の宮内庁書陵部による墳丘測量調査などが実施されている。
墳形は前方後円形で、前方部を西南西方に向ける。段築は不明。現在の墳丘長は約58メートルを測るが、築造当初は60-80メートル程度と推定される。墳丘表面では葺石・円筒埴輪列の存在がほぼ認められているが、墳丘に造出は伴わなかったものと見られる。また墳丘周囲に分布する古墳数基は、本古墳の陪塚と推測される（宮内庁治定の陪冢は無し）。
この和志山古墳は、出土埴輪より4世紀末から5世紀初頭頃の築造と推定される。

## 遺跡歴
- 1895年（明治28年）、宮内省（現・宮内庁）により陵墓伝説地（被葬候補者：気入彦命）に治定[1]。
- 1896年（明治29年）、墳丘上に存在した薬師堂・石塔の撤去[1]。
- 1926年（大正15年）頃、「矢作陵墓参考地」に名称変更[1]。
- 1941年（昭和16年）、五十狭城入彦皇子墓に治定[1]。
- 1959年（昭和34年）、伊勢湾台風の倒木に伴う埴輪片の出土[1]。周辺の地形測量（岡崎文化財研究会）[4][1]。
- 1996年度（平成8年度）、擬木柵設置工事の立会調査、埴輪片の出土（宮内庁書陵部）[1]。
- 2010年度（平成22年度）、墳丘測量調査（宮内庁書陵部）[1]。

## 墳丘
墳丘の規模は次の通り（値は宮内庁の測量図に基づく推定復元値）。
- 墳丘長：約60-80メートル（現存約58メートル）
- 後円部
  - 直径：約38-40メートル
  - 高さ：約5メートル
- 前方部
  - 長さ：20メートル以上
  - 幅：20メートル以上
  - 高さ：2.5メートル以上

## 被葬者
和志山古墳の実際の被葬者は明らかでないが、宮内庁では第12代景行天皇皇子の五十狭城入彦皇子（いさきいりひこのみこ）の墓に治定している。この五十狭城入彦皇子は、史書では系譜のみで事績の見えない人物であるが、『先代旧事本紀』「天皇本紀」では三河長谷部直の祖と見える。『新撰姓氏録』左京皇別 御使朝臣条・右京皇別 御立史条では、景行天皇皇子の「気入彦命（けいりひこのみこと）」が逃亡した宮室の雑使らを三河国で捕えたと見え、これを五十狭城入彦皇子と同一人物とする説がある。また、本古墳周辺が『和名抄』に見える三河国碧海郡谷部郷（はせべごう）に比定されることから、五十狭城入彦後裔の長谷部氏の当地への来住説もある。この五十狭城入彦皇子（および気入彦命）の墓について史書に記述はないが、1895年（明治28年）に当時の宮内省によって和志山古墳が気入彦命の陵墓伝説地に治定され、のちに五十狭城入彦皇子墓への治定変更を経て、現在まで踏襲されている。

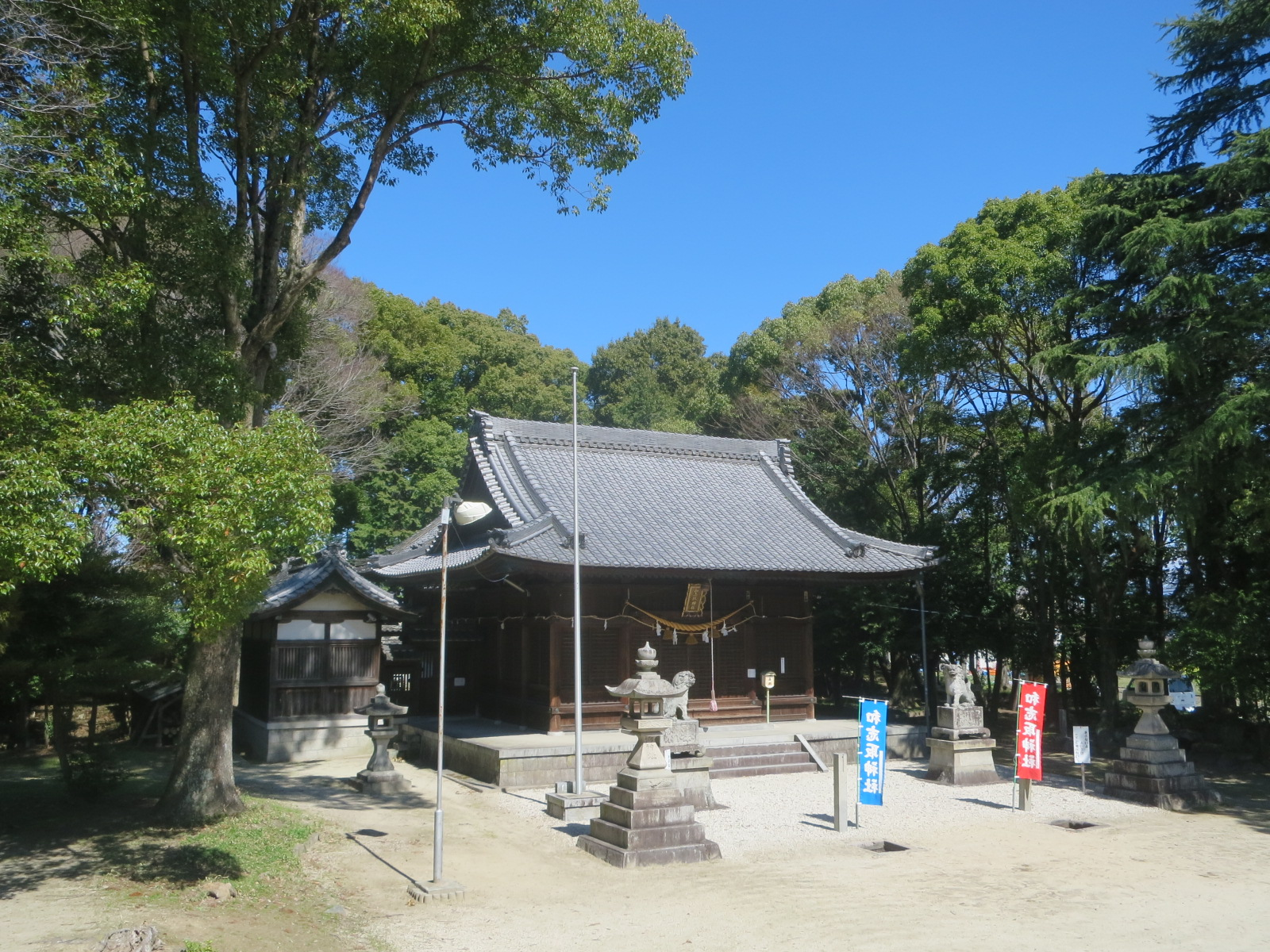
和志取神社

なお、和志山古墳の南東方には五十狭城入彦皇子を祭神とする和志取神社（岡崎市西本郷町御立、式内社論社）が鎮座し、五十狭城入彦皇子に関する由緒を伝えるほか、本古墳の陵墓治定に関する史料を伝世する。